# Ephraim Alnaqua
Ephraim ben Israel Alnaqua (in ebraico אפרים בן ישראל אלנאקוה‎? in arabo  al-Naqawa; Toledo, 1359 – Tlemcen, 1442) fu un ebreo castigliano, importante figura dell'ebraismo algerino.

## Biografia
Nato nel 1359 a Toledo, fuggì dal Regno di Castiglia nel 1391, a seguito delle persecuzioni anti-ebraiche del 1391 scoppiate in tutta la Spagna cristiana. In questi moti anti ebraici il padre di Ephraim, Israel Alnaqua, venne messo sul rogo. Si imbarcò per il Maghreb, e rimase per periodo di tempo a Marrakesh prima di raggiungere e stabilirsi definitivamente a Tlemcen, capitale del Regno di Tlemcen (Maghreb centrale) della dinastia zayyanide. Qui divenne un rabbino, acquisendo la reputazione di taumaturgo.
Gli ebrei fino a quel momento non avevano il diritto di vivere a Tlemcen, potevano venirvi di giorno per commerciare ma di notte dovevano disperdersi nei villaggi circostanti. Ciò cambiò dopo che Ephraim fu l'unico che riuscì a guarire l'unica figlia del sultano Abū Tāshfīn, non accettando alcun compenso monetario, ma chiedendo al sultano di permettere agli ebrei di vivere nella capitale del Regno di Tlemcen Le fonti dell'epoca parlano di un decreto del sultano del 1393 che autorizzava la costruzione della prima sinagoga di Tlemcen, che costituirà il centro del quartiere ebraico della città.
Molto venerato dagli ebrei di Tlemcen, morì nel 1442. La sua tomba divenne presto uno dei luoghi di pellegrinaggio più visitati dagli ebrei del Maghreb fino all'indipendenza dell'Algeria.